# Kasumbalesa
Kasumbalesa est une localité du territoire de Sakania, province du Haut-Katanga en République démocratique du Congo. Elle est aussi nommée Balamba et Kasile.

## Géographie
Située sur les route et chemin de fer (SNCC) reliant Lubumbashi et Kitwe, c'est le poste frontière entre la RDC et la Zambie. 
Kasumbalesa est située à 96 km de Lubumbashi.

## Administration
Avec 85 614 électeurs recensés en 2018, l'agglomération de Musoshi-Kasumbalesa a le statut de commune rurale de plus de 80 000 électeurs, elle compte 9 conseillers municipaux en 2019.

## Population
Le recensement date de 1984,.
| 1984   | 2004   | 2012   |
| ------ | ------ | ------ |
| 31 773 | 47 213 | 55 641 |

2023 = 1200000

## Environnement
En 2024, dans le cadre de la journée mondiale de l'environnement, la population de la ville de Kasumbalesa est appelée à assainir l'environnement par une bonne gestion des déchets plastiques et des ordures ménagères.

## Économie
Kasumbalesa connut une forte croissance économique grâce à l'implantation de la SODIMIZA.

## Site Web
Site Officiel de La Ville de Kasumbalesa : www.ville-de-kasumbalesa.cd